# Naucleopsis francisci
Naucleopsis francisci är en mullbärsväxtart som beskrevs av C.C.Berg. Naucleopsis francisci ingår i släktet Naucleopsis och familjen mullbärsväxter. Inga underarter finns listade i Catalogue of Life.